# Regnier de Graaf
Regnier de Graaf, noto anche come Reinier de Graaf e Reijnerus de Graeff (Schoonhoven, 1641 – Delft, 1673), è stato un anatomista olandese.
Di lui ci restano approfondite ricerche sulle secrezioni pancreatiche e il De mulierum organis generationi inservientibus tractatus novus (1672), nel quale rese nota la scoperta del follicolo ovarico, noto in seguito come follicolo di de Graaf.
Il contemporaneo Jan Swammerdam lo accusò di plagio.

## Biografia
Ha studiato medicina a Leuven (1658), Utrecht e Leiden (1663).

## Opere
- De mulierum organis generationi inservientibus tractatus novus (1672)